# Маркасан
Маркасан (порт. Marcação) — муниципалитет в Бразилии, входит в штат Параиба. Составная часть мезорегиона Зона-да-Мата-Параибана. Входит в экономико-статистический  микрорегион Литорал-Норти. Население составляет 8475 человек на 2016 год. Занимает площадь 123 км². Плотность населения — 61,91 чел./км².
Праздник города — 5 мая. 

## Статистика
- Валовой внутренний продукт на 2013 год составляет 60 785 000,00 реалов (данные: Бразильский институт географии и статистики)[1].
- Валовой внутренний продукт на душу населения на 2013 год составляет 7488,57 реалов (данные: Бразильский институт географии и статистики)[1].
- Индекс человеческого развития на 2010 год составляет 0,529 (данные: Программа развития ООН)[2].

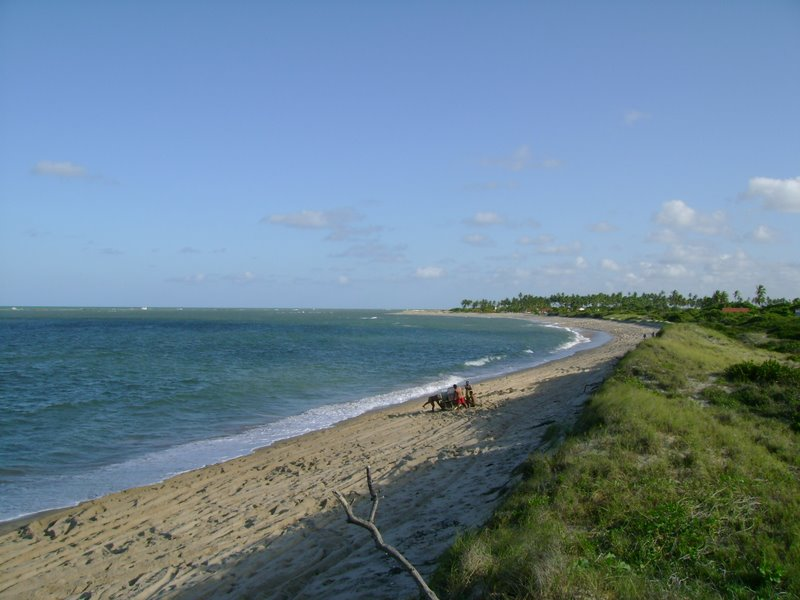